# Parque Estadual Dunas de Natal
O Parque Estadual Dunas do Natal Jornalista Luiz Maria Alves, mais conhecido simplesmente como Parque das Dunas ou Bosque dos Namorados, é uma reserva de 1.172 hectares de Mata Atlântica situada no coração da cidade de Natal, capital do estado brasileiro do Rio Grande do Norte. É administrado pelo Instituto de Desenvolvimento Econômico e Meio Ambiente (IDEMA).
Criado através do Decreto Estadual nº 7.237 de 22 de novembro de 1977, o parque é a primeira unidade de conservação ambiental implantada no estado do Rio Grande do Norte e parte integrante da reserva da biosfera da Mata Atlântica reconhecida pela UNESCO, que a declarou Patrimônio Ambiental da Humanidade. O parque distribui-se por vários bairros da zona sul e leste da cidade, estendendo-se ao longo da Via Costeira, onde abriga também o Centro de Convenções de Natal.
Segundo maior parque urbano do Brasil (superado apenas pela Floresta da Tijuca), exerce uma grande importância na regulação do clima local, contribuindo com a recarga do aqüífero subterrâneo, fixação das dunas e purificação do ar. Foi eleito o 5º melhor parque da América do Sul para se visitar em 2013, segundo o site de viagens TripAdvisor.

## História
O parque foi construído pelo governador Cortez Pereira, que buscava dotar a capital do Rio Grande do Norte de locais agradáveis para os turistas.
O terreno era de propriedade pública e utilizado pela CAERN, a Companhia de Águas e Esgotos do Rio Grande do Norte, até aquele momento. O bosque foi finalmente inaugurado em 1975, já no final do mandato de Cortez Pereira, e foi projetado pelo arquiteto Aírton Vasconcelos.
O nome do Parque é uma homenagem ao jornalista Luíz Maria Alves que na década de 1970 e 1980 defendia com veemência a conservação ambiental na cidade que adotou como sua, como também do Amazonas, sua terra Natal.
Na década de 1990, o parque seria restaurado na gestão do governo Garibaldi Alves.

### Centro de visitantes

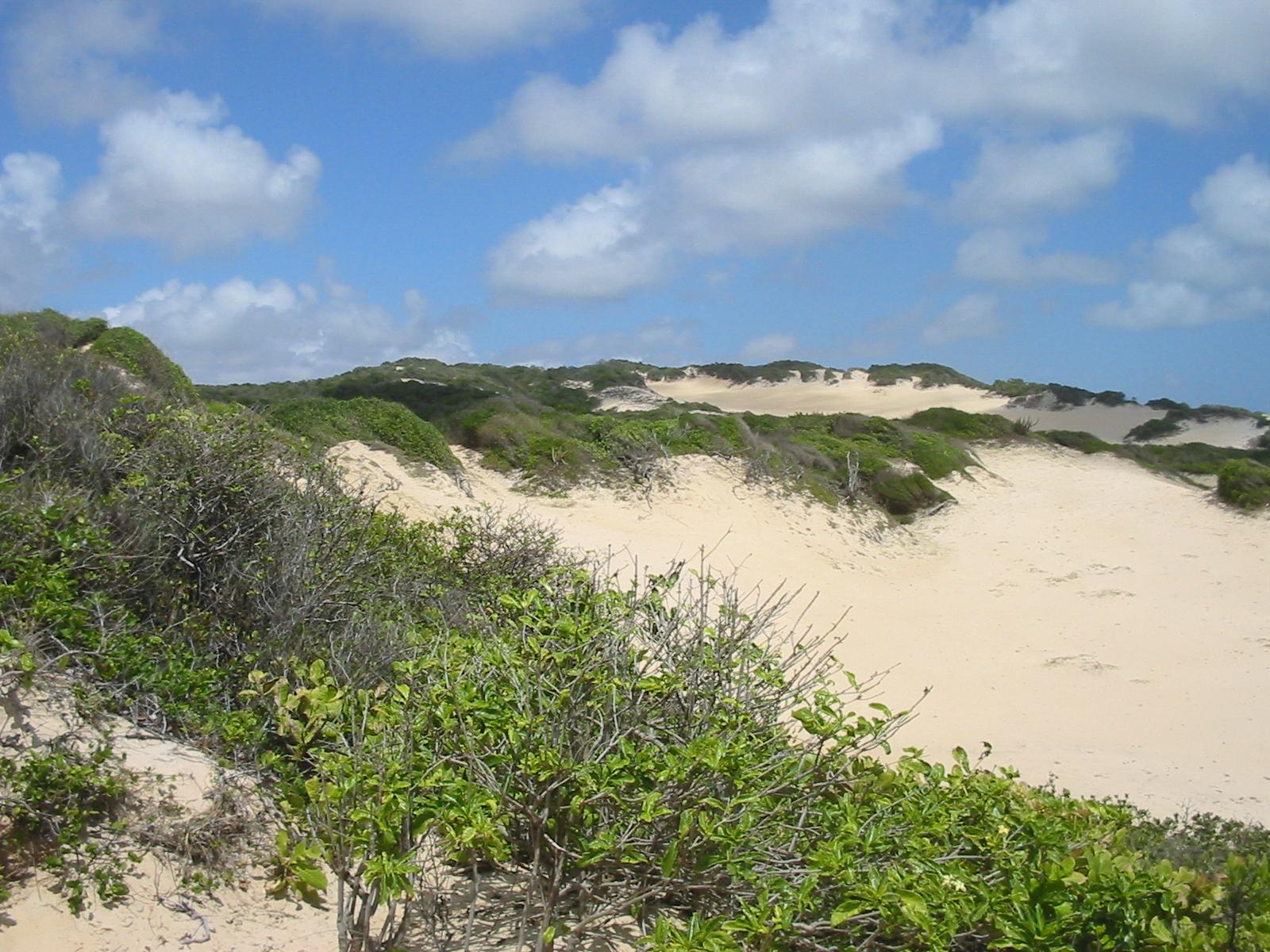
Vista das dunas pelas trilhas.

O Centro de Visitantes é o local de informação e orientação de todas as atividades do parque. O Centro ainda abriga a Administração do parque, auditório, sala de exposição, enfermaria e lanchonete, além da Biblioteca Luiz Emigdio de Mello Filho, especializada na área de meio ambiente.

### Centro de pesquisa

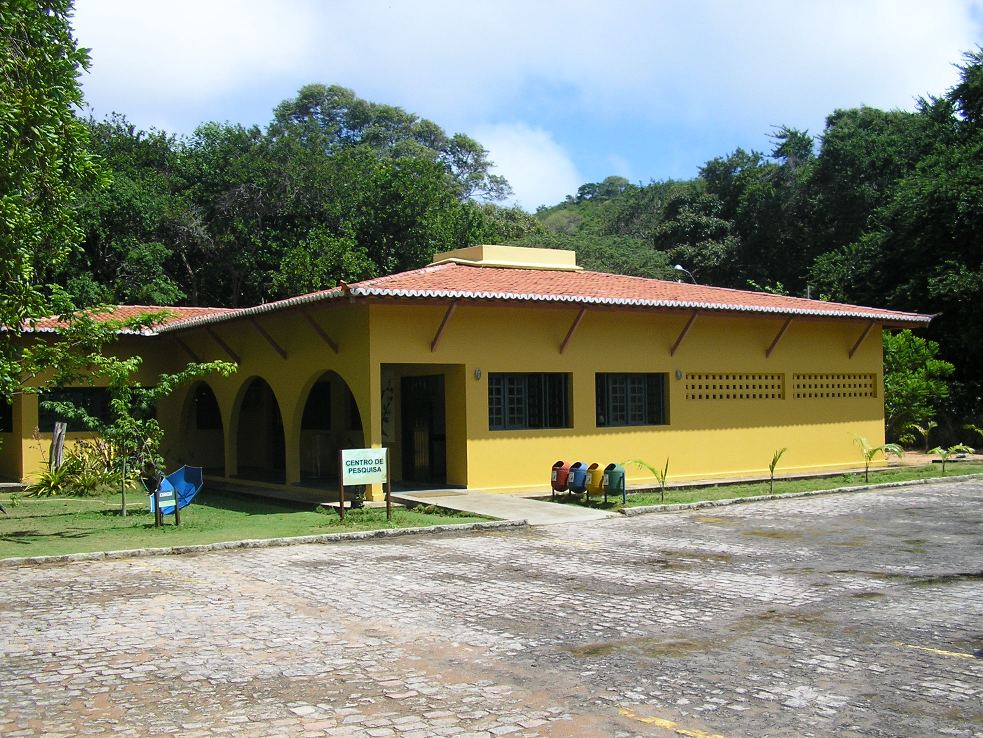
Centro de pesquisas

O Centro de Pesquisa é formado por pesquisadores e estagiários das áreas de ciências biológicas e possui dois laboratórios: um de botânica, composto por herbário,  carpoteca e  xiloteca, e um de zoologia, contendo exemplares de animais conservados em vidros com álcool e formol ou empalhados, viveiros com cobras e aranhas, além de informações sobre a biodiversidade do parque.
Próximo ao Centro de Pesquisa existe ainda a Unidade de Mostra de Vegetação Nativa das Dunas, que dispõe de canteiros com exemplares de orquídeas, bromélias, aráceas e cactáceas, entre outras, alem do Viveiro Parque das Dunas, com produção de mudas de árvores nativa para plantio no parque e doação a escolas.

### Parque infantil

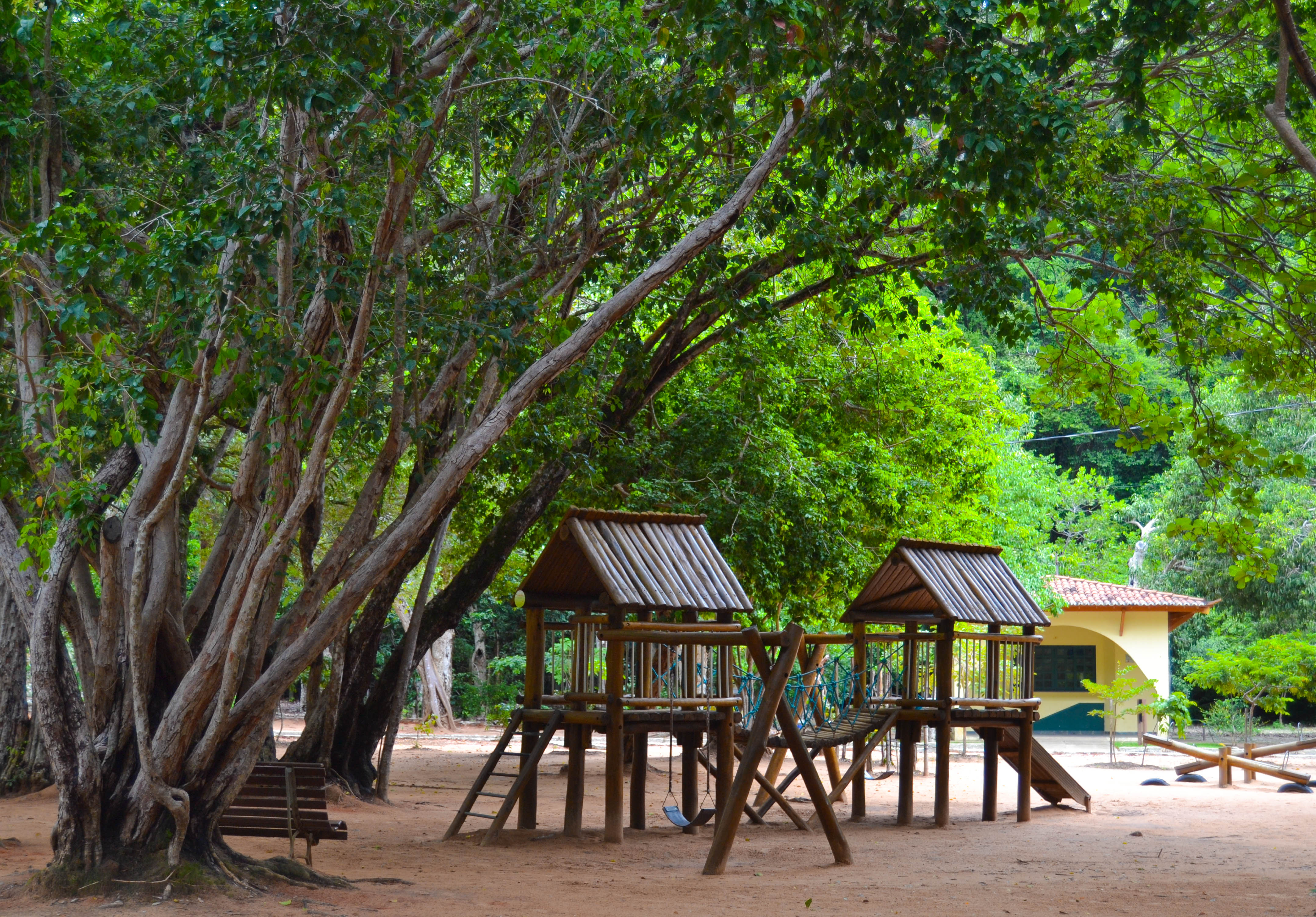
Flora do Parque das Dunas.

Situado bem no meio do Bosque dos Namorados, o parque infantil contava com 20 brinquedos educativos que atende as crianças de diversas faixas etárias. Os brinquedos foram retirados para a compra de novos. Foram construídos caminhos  pela área para pedestres, divididos entre a "trilha dos répteis" e a "trilha das aves", identificáveis pelos desenhos em mosaico ao longo de cada um.
Além dos brinquedos, existe também uma área com várias mesas para piquenique e uma área de jogos com mesas para damas e xadrez, um anfiteatro ao ar livre para eventos e um lago artific

Imagens

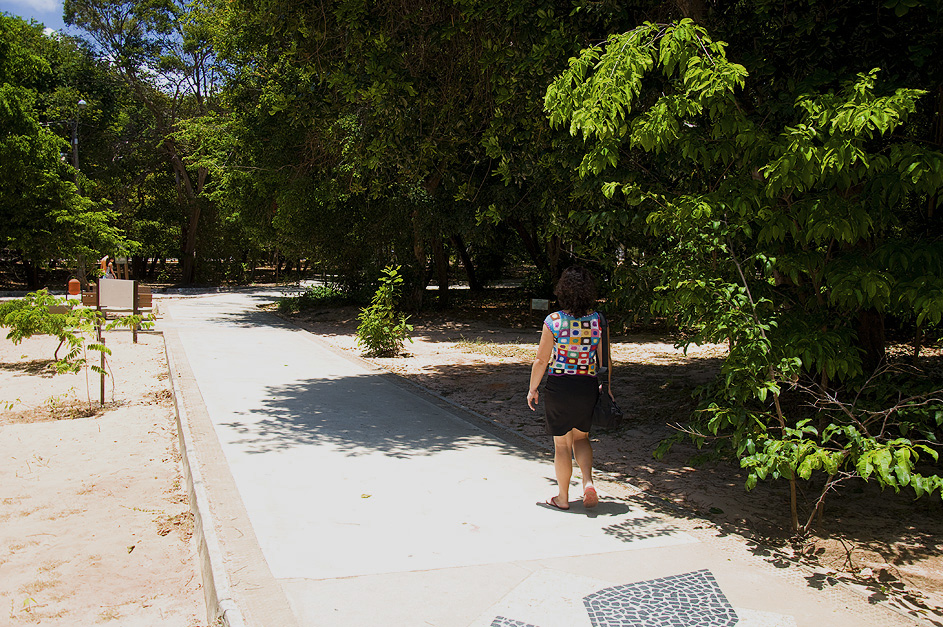
Espaço para caminhada.
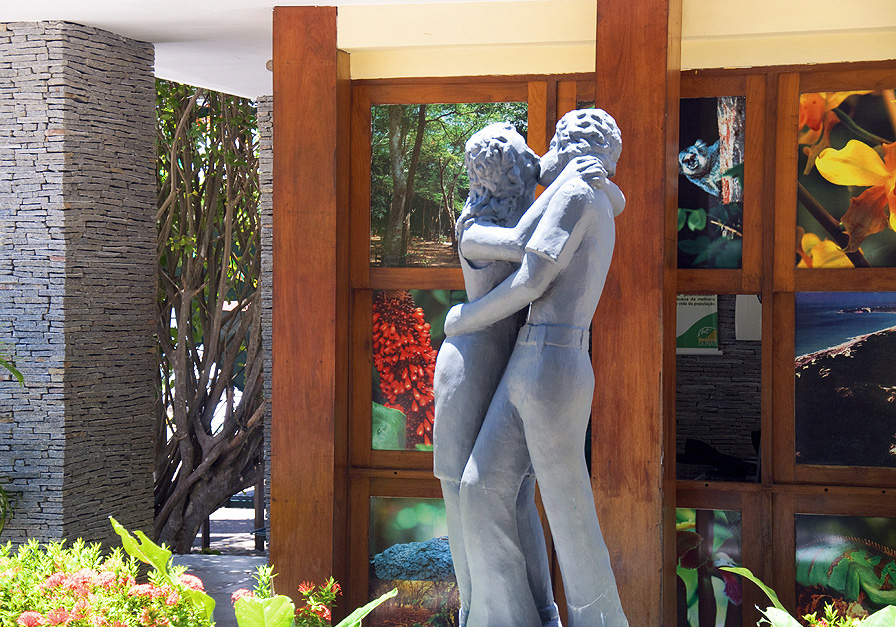
Estatua dos Namorados.
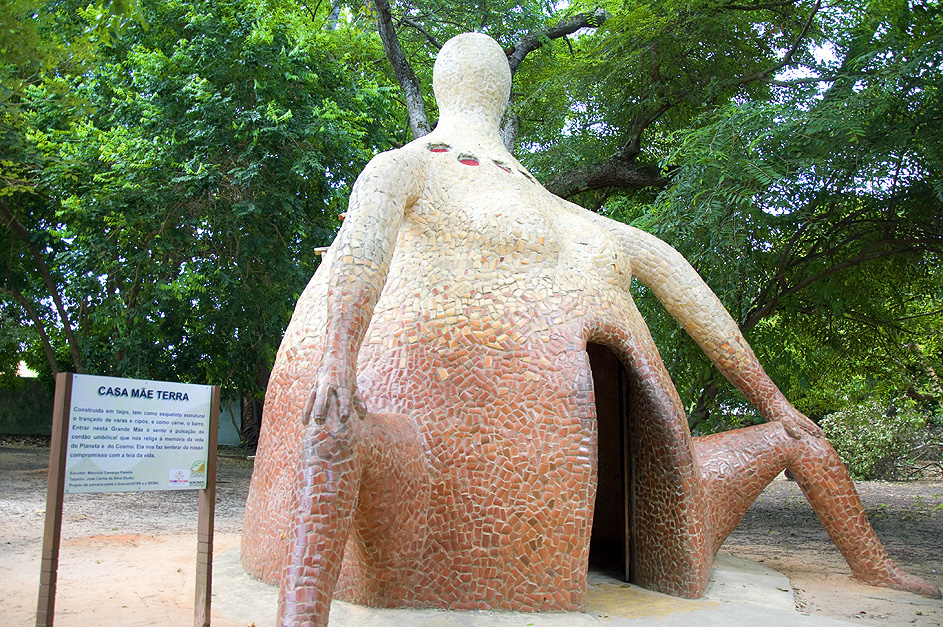
Casa "Mãe Terra".
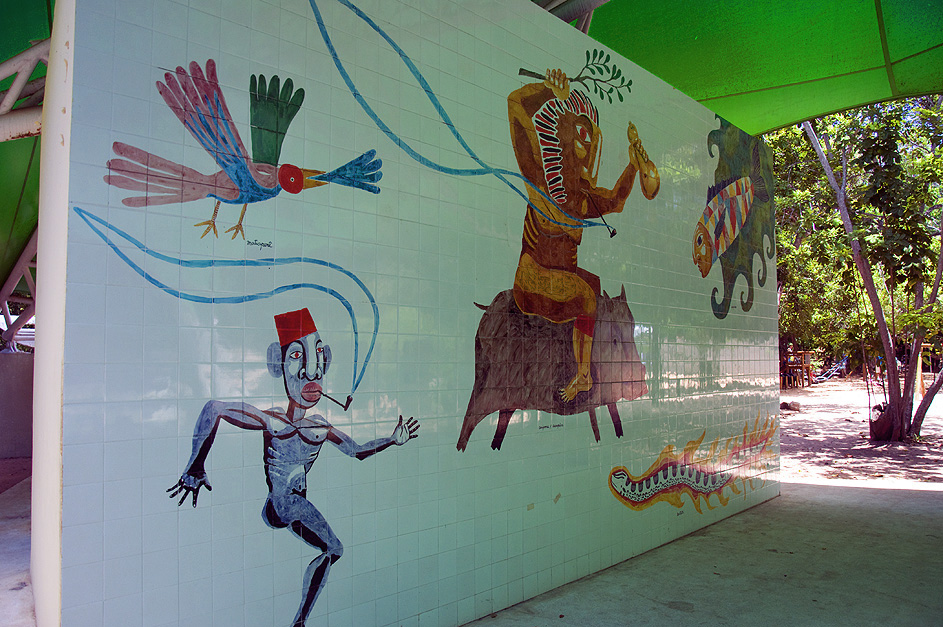
Paínel artístico.